# Luz interna

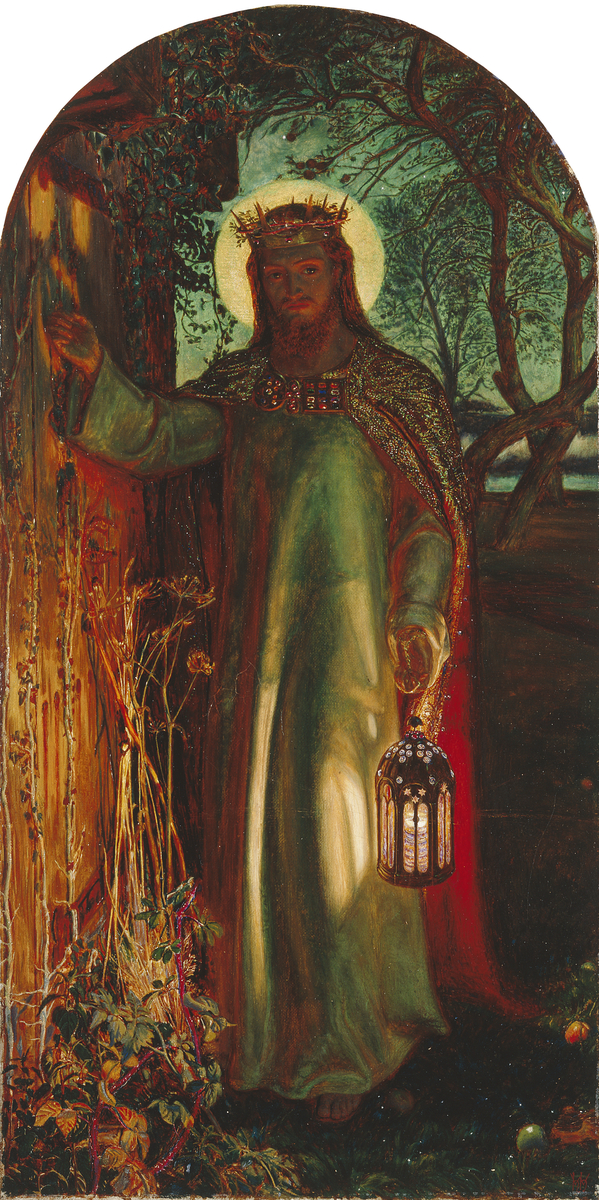
La Luz del Mundo, de William Holman Hunt

Luz de Dios, Luz de Cristo, Cristo en mí, Algo de Dios, Espíritu de Dios en nosotros, luz dentro, luz interna y luz interior son frases relacionadas que comúnmente se usan dentro de la Sociedad Religiosa de los Amigos (Cuáqueros) como metáfora para referirse a la luz del mundo brillando sobre o en ellos. Fue propagada por el fundador del movimiento cuáquero, Jorge Fox, quién predicó la "fe y confianza en la 'luz interna' (la presencia de Cristo en el corazón)". Los primeros cuáqueros eran conocidos por sentarse en silencio y meditar sobre las palabras de la Biblia hasta que sentían la luz interna de Dios brillando sobre ellos y el Espíritu Santo hablando.
La Clave de la Fe y la Práctica de la Sociedad Religiosa de los Amigos afirma que la Luz Interior es "tanto el Jesús histórico y viviente, como la Gracia de Dios extendida a las personas que simultáneamente nos hace conscientes de nuestros pecados, los perdona y nos da la fuerza y la voluntad para superarlos" y "nos enseña la diferencia entre lo correcto y lo incorrecto, la verdad y la falsedad, el bien y el mal". Como tal, la palabra luz es generalmente utilizada por cristianos (incluidos los cuáqueros) como metáfora de Cristo, derivada de muchos pasajes Bíblicos, incluyendo el siguiente:

Yo soy la luz del mundo. El que me sigue no andará en oscuridad, porque tendrá la luz de la vida.
Juan 8:12

Los cuáqueros toman esta idea de caminar hacia la Luz de Cristo para referirse a la presencia de Dios dentro de una persona y a una experiencia directa y personal con Dios, aunque esto varía en cierta medida entre los cuáqueros en diferentes reuniones anuales. Los cuáqueros no sólo creen que los individuos pueden ser guiados por esta luz, sino que los Amigos pueden reunirse y recibir orientación colectiva de Dios al compartir las preocupaciones y las guías que él les ha dado a cada individuo. Esto a menudo se hace en las reuniones de adoración; Pierre Lacout, un cuáquero suizo, hace referencia a un "silencio que está activo" haciendo que la Luz Interior "brille", en su libro Dios es silencio. En una reunión de los Amigos, generalmente se le dice "ministerio" a la acción de compartir en voz alta lo que la Luz Interior está diciendo. Rufus Jones, en 1904, escribió que: "La Luz Interior es la doctrina de que hay algo Divino, 'Algo de Dios' en el alma humana". Jones argumentó que su interpretación de la doctrina cuáquera de la Luz Interior era algo compartido por Jorge Fox y otros de los primeros cuáqueros, pero algunos teólogos e historiadores cuáqueros, en particular Lewis Benson, rechazan ese punto de vista.